# Papa Westray

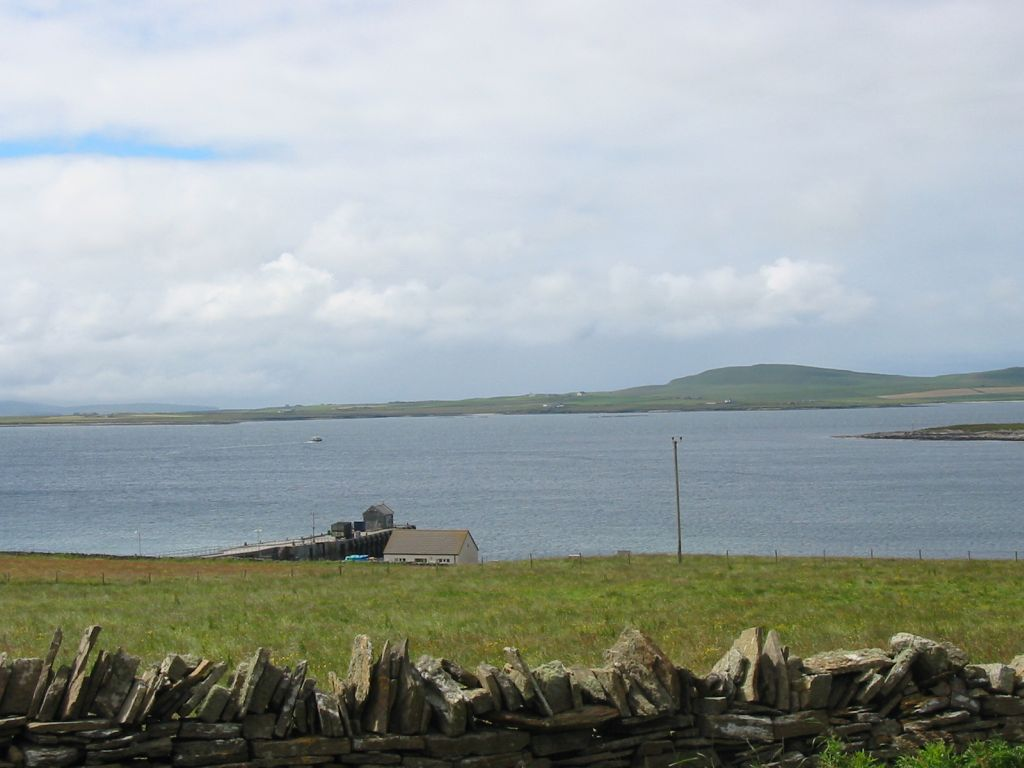
Veduta di Westray da Papa Westray

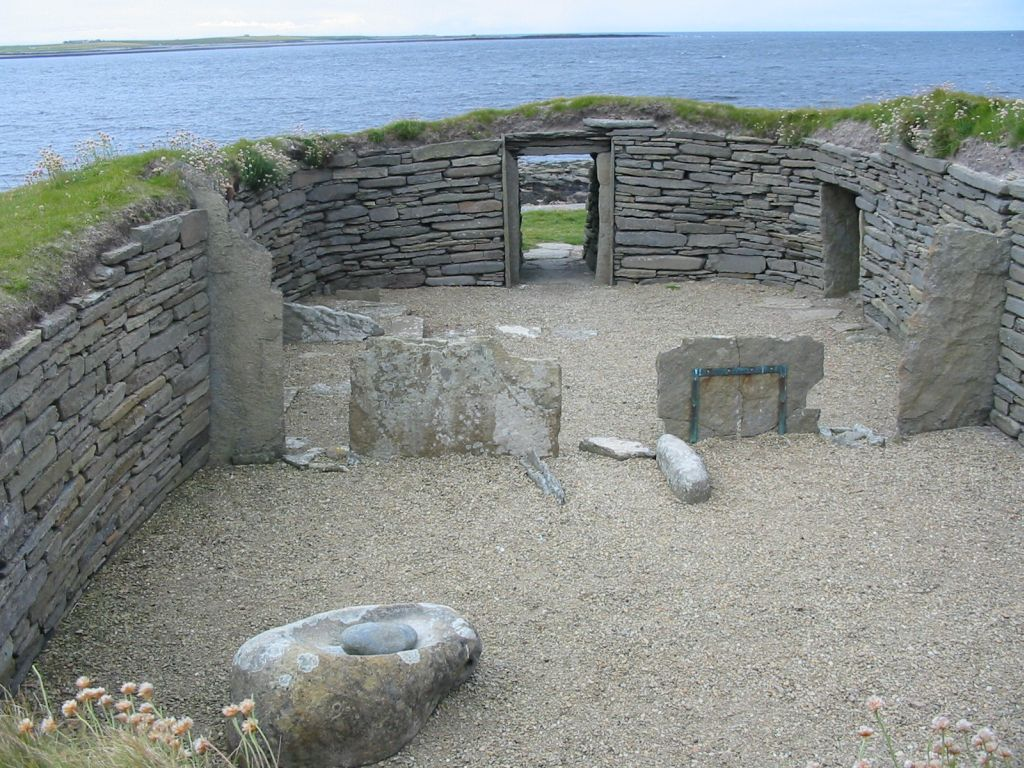
La casa principale del gruppo Knap of Howar, rivolta verso il mare.

Papa Westray, nota anche come Papay, è un'isola appartenente all'arcipelago delle isole Orcadi in Scozia, che presentava una popolazione di 65 persone in base al censimento del 2001. Attualmente, si stima che gli abitanti siano 70. Il terreno è molto fertile, e ciò ha sempre rappresentato un motivo favorevole per attirare persone a vivere sull'isola.
Le attrazioni storiche dell'isola sono rappresentate dalla Holland House, che include anche un museo del folklore, e il gruppo di resti di case denominato Knap of Howar, risalente all'era del Neolitico.
Papa Westray è la decima isola per estensione delle Orcadi, con una superficie di 3½ miglia quadrate (circa 9 km²).

## Collegamenti
I traghetti della compagnia Orkney Ferries collegano Papa Westray con l'isola di Westray, in particolare con le cittadine di Pierowall e Rapness. Un analogo servizio di traghetti permette di giungere a Kirkwall, sull'isola di Mainland. Vi sono, inoltre, voli regolari dal Papa Westray Airport a Westray e Kirkwall; il collegamento aereo da Papa Westray a Westray è noto come il volo di linea più breve del mondo, della durata di appena due minuti.

## Natura
In corrispondenza della punta settentrionale dell'isola, si trova anche il rilievo collinare più elevato, denominato North Hill alto 49 metri, in cui è stata istituita una riserva naturale della Royal Society for the Protection of Birds (RSPB). Molte specie di uccelli nidificano sull'isola, tra cui la sterna codalunga ed il labbo. L'isola è uno degli ultimi luoghi in cui sono stati avvistati esemplari di alca impenne; l'ultimo di questi venne ucciso nel 1813. Nella riserva naturale è possibile ammirare anche fiori particolari, come la rara e minuscola Scottish primrose Primula Scotica, di colore violaceo.

## Storia
Il resti di Knap of Howar, risalenti al Neolitico (visitabile tutti i giorni) rappresentano il gruppo di case preservato più antico del Nord Europa, databile attorno al 3500 a.C. circa. La struttura consiste di due stanze di pietra rettangolari, collegate da una porta interna e con diverse aperture verso l'esterno dalla parte occidentale. Il caseggiato è parzialmente sotterraneo, ed era completato con un tetto. Sono state rinvenute delle ceramiche particolari, dalla forma rotonda, che hanno permesso di datare l'insediamento.
Secondo la tradizione, nell'ottavo secolo, il re dei pitti, Nechtan, tentò di sedurre una giovane donna, chiamata Triduana, la quale, per tutta risposta, si cavò gli occhi. Più tardi, la donna diventò badessa in un convento a Restalrig, attualmente parte della città di Edimburgo, e fu in seguito canonizzata come Santa Tredwell. Una cappella venne dedicata a lei sull'isola di Papa Westray e diventò ben presto sede di pellegrinaggio per le persone con problemi agli occhi.
L'isola è una delle cosiddette "Papey"s, o "isole dei papar. Joseph Anderson annotò come:
"Le due Papeys, la grande e la meno estesa (anticamente Papey Meiri e Papey Minni), [sono] ora conosciute come Papa Westray e Papa Stronsay... Fordun, nella sua numerazione delle isole, prevede una 'Papeay tertia' [terza Papey], che è ancora sconosciuta. Vi sono anche tre isole nell'arcipelago delle Shetland chiamate Papey, e vi sono inoltre diverse regioni ed aree denominate Paplay o Papplay sia nelle Orcadi che nelle Shetland, che si riferiscono senza dubbio a Papyli in Islanda"
Sull'isola si trova anche la chiesa parrocchiale del dodicesimo secolo, dedicata a San Bonifacio: è stata da poco ristrutturata ed è aperta durante i mesi estivi. Sul suo sagrato vi è una pietra tombale intagliata di origine norvegese, anch'essa databile, probabilmente, al dodicesimo secolo. La chiesa si trova in un sito religioso del popolo dei Pitti, risalente al nono secolo o anche antecedente, che forse comprendeva anche la residenza di un vescovo. Alcuni resti di questo sito si possono trovare attualmente sulla spiaggia, ma sono stati pesantemente erosi dall'azione del vento e del mare. Alcune pietre lavorate rinvenute in quest'area sono state successivamente trasferite nel Tankerness House Museum di Kirkwall e nel Museum of Scotland di Edimburgo.
Alcune camere sepolcrali del Neolitico sono presenti sulla piccola isola di Holm of Papa Westray, chiaramente visibili anche da Papa Westray. Esse sono visitabili ed ancora in buono stato. La camera più grande, costruita in pietra locale, era utilizzata un tempo come luogo di sepoltura delle ossa dell'antica comunità dell'isola. È coperta da un tetto moderno e provvista di una apertura superiore. La struttura è visitabile in qualsiasi momento, ma la visita deve essere concordata privatamente con la cooperativa locale.
Papa Westray ha dato i natali all'educatore e letterato John D. Mackay.